# Katya Ádushkina
Ekaterina Romanovna «Katya» Ádushkina (en ruso: Екатерина Романовна Адушкина; Moscú, 18 de octubre de 2003) es una bloguera, bailarina y cantante rusa. Es uno de los youtuber adolescentes de habla rusa más populares.

## Carrera

### Bloguera
El canal Katya Ádushkina se registró en YouTube el 16 de marzo de 2013. El segundo canal, AdushkinaVlogs, se creó el 17 de julio de 2018. La temática de los videos de Katya es de lo más diversa, incluyendo blogs sobre su día a día, bailes, reseñas de dulces, regalos, compras, desafíos y viajes. Anteriormente, la propia Katya se dedicaba a editar sus videos. El tiempo medio que se tardaba en crear un vídeo era de seis horas.
En febrero de 2017, en la ceremonia de los Bachelorette Teens Awards 2017, recibió el premio Chica del Año en la nominación de Blogger del Año.
A fines de marzo de 2018, Katya recibió el premio Nickelodeon Kids' Choice Award en la nominación “Estrella favorita de Internet de los espectadores rusos”.
En enero de 2017, Ádushkina tenía alrededor de 1 millón de suscriptores y 50 millones de visitas en YouTube; más de 1,2 millones de suscriptores en septiembre; y en marzo de 2018 ya contaba con 2 millones de suscriptores. En diciembre del mismo año sumaba 3,5 millones de suscriptores.

### Cantante
En septiembre de 2016, comenzó a presentar su propio programa LIKE Adushkina en RADIOKIDSFM. Con el apoyo de esta emisora, grabó junto a un integrante de Voz Niños Dasha Shcherbakova la canción "Fly away" y protagonizó, junto a Shcherbakova, un anuncio de Fruittella.
El 22 de marzo de 2018, Adashkina lanzó su primer sencillo “Lemonade”. El video de esta canción se subió a YouTube el 30 de marzo y obtuvo 6 millones de visitas en las primeras dos semanas. Junto con ANIVAR (Ani Vardanyan) y Nikita Morozov, grabó la canción “Everything is Mine”, lanzada por Vimpelcom CJSC. El video fue lanzado el 30 de mayo de 2018. El 16 de julio de 2018, se lanzó un video de la canción “Light it up” en el canal de Katya. En diciembre de 2018, lanzó la canción de Año Nuevo “NG”.

### Televisión
En 2022, participó en el programa “Baile de máscaras” en el canal STS, donde obtuvo el primer lugar.

## Escándalos e incidentes

### Ataque en Moscú
En la mañana del 16 de octubre de 2019, luego de que Ádushkina fuera al gimnasio, de regreso a casa, un joven se le acercó y le preguntó “¿Cómo subir al metro?”, sin embargo, tras la respuesta de la chica, el tipo no retrocedió y la siguió. Tiempo después, el hombre agarró a Ádushkina, le ordenó que no se moviera y la amenazó con una pistola. El hombre apuntó con armas a los transeúntes que querían ayudar a la niña. Ádushkina logró huir de la escena.
Posteriormente, resultó que detrás de este incidente había un equipo de personas que se dedicaban a hacer bromas. El ataque fue filmado con intención de ser publicado en un canal de YouTube. Todos los materiales probatorios se entregaron a los organismos encargados de hacer cumplir la ley.

### Plagio a Sasha Spielberg
El 15 de diciembre de 2020, se lanzó el video “Trabajo como mensajero las 24 horas” en el canal de YouTube de Ádushkina. El anuncio del estreno fue hecho en una publicación de Instagram. Tiempo después de la publicación, la cantante y bloguera rusa Sasha Spielberg comentó la publicación, acusando a Ádushkina de plagiar su encabezado, que esencialmente existe desde hace mucho tiempo en YouTube.